# الخل الوفي
الخِلُّ الوَفِيُّ عندَ العربِ هوَ أحدُ المُستَحيلاتِ الثَّلاثة، وهيَ: الغُولُ، والعنقاءُ، والخِلُّ الوفِيّ.
أسطورةُ الخلِّ الوفيِّ تعني أنّ وجودَ الصَّديقِ الوفيِّ المُخلِصِ لَك أكثَرَ مِن نفسِهِ لا يُمكنُ أن يوجد، أي أنه أسطورة. هذه النظرة للصديق الخِلّ الخليل لا يمكنُ أن تستقيمَ أصلاً، إذ أن الصديق، وهوَ إنسانٌ أيضاً، يجبُ أن يكونَ له حياتُهُ الخاصة ومشاعرهُ ومتَطلَّباتُه، قد تتعارَضُ أوْ لا تتماشى كليّاً أو جُزئيّاً معَ من يصادقُ وإن صدقه.

الصديق عملة نادرة فعلاً، ولهذا قال العرب أَنّه من المستحيلات الثلاثة وعندما يريدونَ وصفَ شيء مستحيلٍ يقولونَ أنهُ (من رابعِ المستحيلات) قال الشاعر: